# ダードラーおよびナガル・ハヴェーリー
ダードラーおよびナガル・ハヴェーリー（Dadra and Nagar Haveli, グジャラート語：દાદરા અને નગર હવેલી, ヒンディー語：दादर और नगर हवेली）は、インドの県のひとつ。ダードラーとナガル・ハヴェーリの2つの地域から成り、グジャラート州とマハーラーシュトラ州の間にある。人口は34万人（2011年）。面積は491km2。県都はスィルヴァーサー。かつては連邦政府直轄領であった。
20世紀半ばまでポルトガル領インドの一部であった。インド独立後にゴアなど残された植民地を解放する機運がインド各地で高まった。その一環として、1954年7月にダードラー村とネロリ村を占拠したゴア国民会議派の運動組織によって「自由ダードラー」「自由ネロリ」が樹立宣言され、同年8月にはナガル・ハヴェーリーと統合し「自由ダードラーおよびナガル・ハヴェーリー」として樹立宣言が行われた（ダードラーおよびナガル・ハヴェーリー占領）。自由ダードラーおよびナガル・ハヴェーリーは成立時からインド連邦への編入を主張していたため、独立は宣言せず統治は村行政委員会と村議会によって行われた。1961年6月に決議されたインドへの編入要請決議をインド政府が請ける形で、同年8月11日に併合された。
インドへの併合後はダードラーおよびナガル・ハヴェーリー連邦直轄領として、連邦政府の管轄下にあった。
2020年1月26日、ダマン・ディーウ連邦直轄領と合併し、ダードラー・ナガル・ハヴェーリーおよびダマン・ディーウ連邦直轄領が成立。ダードラーおよびナガル・ハヴェーリは新たな連邦直轄領を構成する県となった。